# 貝尤鄉村俱樂部 (路易斯安那州)
貝尤鄉村俱樂部（英語：Bayou Country Club）是位於美國路易斯安那州拉福什堂區的一個普查規定居民點。

## 人口
根據2020年美國人口普查的數據，貝尤鄉村俱樂部的面積為2.02平方千米，當中陸地面積為2.02平方千米，而水域面積為0.00平方千米。當地共有人口1304人，而人口密度為每平方千米645.54人。